# Силла (остров)
Силла (норв. Silda) — один из небольших островов в регионе Согн-ог-Фьюране, Норвегия.
Остров площадью 1,1 км² лежит в 2 км к северо-востоку от острова Вогсёй в заливе Силдегапнет, и в 2,5 км к западу от острова Бармен. Силла находится примерно в 2 км к востоку от небольшой деревни Лангенес и примерно в 3 км к северо-востоку от деревни Рёудеберг (на острове Вогсёй).
На этом острове в 1810 году проходила битва при Силле. В 2001 году здесь проживало 38 человек, основным транспортом для них являются лодки.

## Название
Название острова с норвежского языка (sild) переводится как «сельдь»; такое название объясняется тем, что лов сельди в этом регионе продолжается на протяжении уже многих веков.